# سیارک ۲۷۹۲
سیارک ۲۷۹۲ (به انگلیسی: 2792 Ponomarev، نامگذاری:1977EY1) دو هزار و هفتصد و نود و دومین سیارک کشف شده‌است که در ۱۳ مارس ۱۹۷۷ کشف شد.
قدر مطلق سیارک برابر ۱۳٫۳۰ است.